# José Pedro Fuenzalida
José Pedro Fuenzalida Gana (Santiago, 22 februari 1985) is een Chileens voetballer die als middenvelder of aanvaller speelt.

## Clubcarrière
Fuenzalida doorliep de jeugdopleiding van CD Universidad Católica waar hij ook doorbrak in het eerste team. In 2005 won hij met zijn club de Clausura van de Primera División. In 2008 ging hij naar Colo-Colo. Voor de Apertura 2008 werd hij verhuurd aan CD O'Higgins. Met Colo-Colo won hij in 2014 de Clausura.

## Interlandcarrière
Fuenzalida speelde in 2005 op het Zuid-Amerikaanskampioenschap voetbal onder 20 en het WK onder 20. In 2008 debuteerde hij in het Chileens voetbalelftal. In 2013 maakte hij zijn eerste doelpunt als international, tijdens een met 3-0 gewonnen oefeninterland tegen Haïti. Fuenzalida werd door bondscoach Jorge Sampaoli opgenomen in de definitieve selectie voor het wereldkampioenschap voetbal 2014. Hierop kwam hij zelf niet in actie. Onder Sampaoli won hij een jaar later de Copa América 2015 met zijn landgenoten. Hiervoor behoorde hij in eerste instantie niet tot de selectie, maar vanwege een blessure van Carlos Carmona mocht hij alsnog mee. Hij kwam ook op dit toernooi zelf niet in actie. Bondscoach Juan Antonio Pizzi nam Fuenzalida in 2016 mee naar de Copa América Centenario, waarop hij wel aan spelen toekwam. In de eerste twee groepswedstrijden was hij invaller en van het laatste groepsduel tot en met de gewonnen finale basisspeler. Hij scoorde in de met 2-1 verloren groepswedstrijd tegen Argentinië en in de met 2-0 gewonnen halve finale tegen Colombia.

## Erelijst
| Competitie                          |                      |                      |                      |                      |
| Competitie                          | Aantal               | Jaren                |                      |                      |
| Universidad Católica                | Universidad Católica | Universidad Católica | Universidad Católica | Universidad Católica |
| ----------------------------------- | -------------------- | -------------------- | -------------------- | -------------------- |
| Primera División (Winnaar Clausura) | 2x                   | 2005, 2015/16        |                      |                      |
| Colo-Colo                           |                      |                      |                      |                      |
| Primera División (Winnaar Apertura) | 1x                   | 2014                 |                      |                      |
| Boca Juniors                        |                      |                      |                      |                      |
| Kampioen Primera División           | 1x                   | 2015                 |                      |                      |
| Copa Argentina                      | 1x                   | 2014/15              |                      |                      |

| Competitie         | Winnaar | Winnaar    | Runner-up | Runner-up | Derde  | Derde |
| Competitie         | Aantal  | Jaren      | Aantal    | Jaren     | Aantal | Jaren |
| Chili              | Chili   | Chili      | Chili     | Chili     | Chili  | Chili |
| ------------------ | ------- | ---------- | --------- | --------- | ------ | ----- |
| Copa América       | 2×      | 2015, 2016 |           |           |        |       |
| Confederations Cup |         |            | 1x        | 2017      |        |       |